# Marvel Motor Car Company
Die Marvel Motor Car Company war ein US-amerikanischer Automobilhersteller. Markenname war Marvel. Es besteht keine Verbindung zum Marvel-Automobil der Brüder Duesenberg.

## Unternehmensgeschichte
Das Unternehmen wurde Ende 1906 gegründet. Geschäftsführer war J. C. Foster und William A. Phister hatte die Position des Produktionsleiters inne. Ihren Sitz hatte die Marvel Motor Car Company in den Räumlichkeiten der früheren Detroit Automobile Manufacturing Company an der Rivard street 284-290, nahe der Kreuzung Mullet street in Detroit (Michigan), wo sie besonders kleine Voiturettes der Marken La Petite und Paragon hergestellt hatte.
Bereits im Frühherbst 1907 musste Insolvenz angemeldet werden; am Ende standen US$ 40.000.- Schulden Aktiven von US$ 4.000.- gegenüber. Das Unternehmen wurde von der erst im Mai gegründeten Crescent Motor Car Company übernommen, die den Marvel Runabout noch bis 1908 gemeinsam mit dem Reliance in deren Räumlichkeiten an der Meldrum und Champlain street produzierte. Letzterer war zuvor von der Reliance Automobile Manufacturing Company in Owosso (Michigan) hergestellt worden und kam zu Crescent, weil sich Reliance auf Nutzfahrzeuge konzentrieren wollte. Als Reliance Motor Truck Company wurde es 1909 von General Motors übernommen und ging danach in der Marke GMC auf.

## Marvel Model A
Der Marvel („Wunder“, „Wunderwerk“) war das einzige Produkt des Unternehmens. Er war ebenfalls eine Voiturette, aber etwas größer als La Petite oder der Paragon. Es besteht auch kein Bezug zur früheren Detroit Automobile Manufacturing Company und deren Produkten.
Vom Marvel ist bekannt, dass er nur als zweisitziges Runabout angeboten wurde. Er hatte einen vorn angebrachten, wassergekühlten Zweizylinder-Boxermotor unbekannter Herkunft, der 14 bhp (10,4 kW) leistete; das A.L.A.M.-Rating ergab 12,8 PS, was auch dem damaligen britischen R.A.C .-Rating entspricht, aber wenig aussagt über die tatsächliche Motorenleistung. Das Fahrzeug, das an französische Konstruktionen wie den Darracq 15 CV oder Luc Court 8 CV erinnert, hatte nach einer Quelle Kardanantrieb (worauf auch eine zeitgenössische Abbildung hindeutet), nach einer anderen Kettenantrieb, und wurde mittels Lenkrad gesteuert.
Angestrebt wurde eine Jahresproduktion von 325 Fahrzeugen. Das Fahrzeug kam mit US$ 800.- zu einem angemessenen Preis auf den Markt, konnte sich aber nicht behaupten.

## Temple-Marvel
Ralph Temple betrieb ein Autohaus in Chicago in Illinois. Er vertrieb unter anderem Fahrzeuge von Marvel. Nach seiner Idee stellte Marvel für ihn speziell karosserierte Fahrzeuge her, die ausschließlich er als Temple-Marvel anbot. Sie unterschieden sich insbesondere im Heckbereich. So sind Notsitze überliefert.